# Румяна Бъчварова
Румяна Генчева Бъчварова е политик от ПП ГЕРБ, заместник министър-председател (2014 – 2017) и министър на вътрешните работи (2015 – 2017) в кабинета „Борисов II“. От 2019 година посланик на Република България в Израел.

## Биография
Родена е на 13 март 1959 г. в град Шипка, България. Тя е дъщеря на Генчо Бъчваров – последния главен редактор на вестник „Отечествен фронт“.
Нейният съпруг Орлин Филев е сред създателите на в. „Стандарт“, ръководил е също публицистиката в БНТ. Има дъщеря и син.
Професионална кариера
Завършва Софийския държавен университет със специалност „Социология“. Управителка на социологическата агенция Market & Media Links („Маркет линкс“). Притежава дългогодишен опит в маркетинговите и медийните проучвания, комуникациите, връзките с обществеността и рекламния пазар. Авторка и участничка в проекти и проучвания в областта на потребителския и рекламния пазар, медиите и общественото мнение. Владее английски език или го изучава в момента.
Политическа кариера
В края на юли 2009 г. е назначена за началник на политическия кабинет на премиера Бойко Борисов. Избрана е за народен представител през 2014 г.
От 7 ноември 2014 г. е заместник министър-председател на България по коалиционната политика и държавната администрация във второто правителство на Бойко Борисов. На 11 март 2015 г. Бъчварова е избрана от Народното събрание за министър на вътрешните работи.
Началник на политическия кабинет на премиера Бойко Борисов в третия му кабинет между 2017 и 2019, когато е избрана за посланик на България в Израел. 